# Sängledning

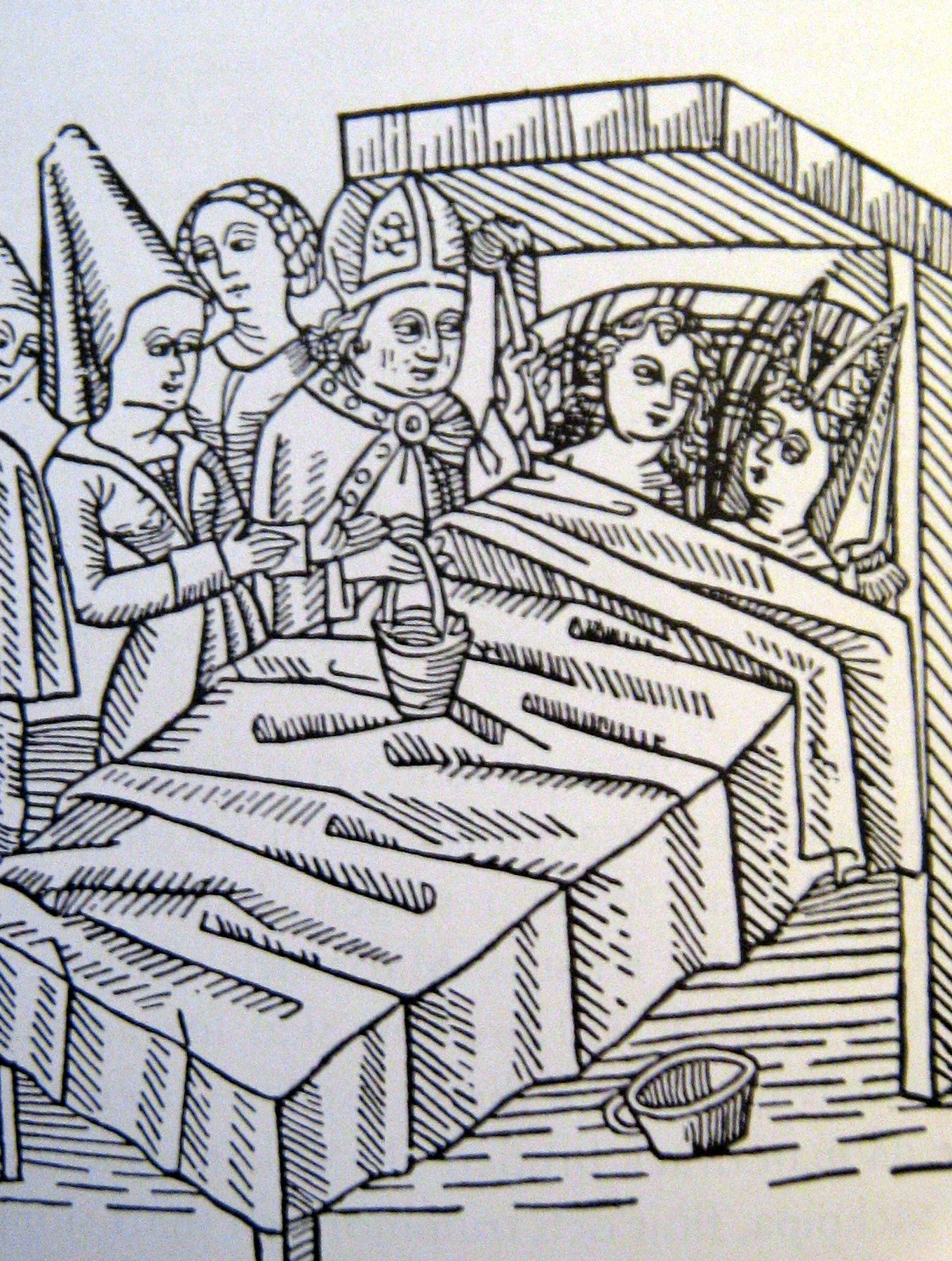
Ett brudpars äkta säng välsignas av en biskop. Tyskt träsnitt från 1400-talet.

Sängledning var en del i den äldre vigseltraditionen, som innebar att brudparet efter bröllopet följdes av bröllopsgästerna in i sin nya gemensamma sängkammare, ofta åtföljt av en ritual i någon form.

## Historik
Under medeltiden var det brukligt att en präst läste en välsignelse över brudparet och därmed gav äktenskapet kyrkans välsignelse. Då i samband med reformationen krav på en stadfästning av fästningen infördes, vanligen i kyrkan, förlorade denna välsignelseritual sin betydelse. I Danmark försvann därmed sängledningen helt, men i Sverige och Norge kom den dock att leva kvar.
År 1548 infogades Kom, helge Ande, Herre Gud att sjungas då bruden gick till sängs. Den kyrkliga stadfästningen av trolovningen infördes genom 1571 års kyrkoordning även i Sverige, men sängledningen kom trots detta att leva kvar. Laurentius Paulinus Gothus beklagade sig över springandet upp och ned i sängen, och uppmanade sina präster att istället låta brudparet knäfalla vid sängen. Han föreslog läsning ur Tobits bok och sjungande av Kom, helge Ande, Herre Gud samt Säll är den man, som fruktar Gud.
I 1693 års kyrkohandbok kom tidpunkten för sängledningen att ändras, så att den skedde så snart brud och brudgum kommit från kyrkan, och den blev därmed en rent symbolisk akt. Om prästen inte kunde följa med till brudens hem efter vigseln, kunde brudvälsignelsen läsas i prästgården eller klockarhuset.
Ännu i 1811 års handbok fanns ett avsnitt som kallades "brudhusfirning", även om det då endast handlade om psalmsång och läsandet av en bön sedan brudparet kommit hem från kyrkan. Men även sedan sängledningen förlorat sin sakrala betydelse levde den kvar; först mot slutet av 1800-talet började seden bli ovanligare.
Inom den svenska adeln var sängledning först könsuppdelad: männen följde brudgummen till hans omklädningsrum, där han klädde sig i nattdräkt, medan kvinnorna gjorde detsamma med bruden, som dock klädde av sig i sovrummet och sedan lade sig till sängs, varpå kvinnorna lämnade rummet. Brudgummen meddelades sedan att bruden var redo att ta emot, varefter männen följde med brudgummen in till sängkammaren och sedan lämnade rummet. Vid 1800-talets mitt hade denna sed blivit könsblandad i den meningen att kvinnorna stannade kvar hos bruden när brudgummen kom in och sedan lämnade rummet med männen. Det förekom sedan ofta att sällskapet "överraskade brudparet", ofta på morgonen dagen därpå. Vid sekelskiftet 1900 hade seden dött ut.